# Acanthopsoides namromensis
Acanthopsoides namromensis är en fiskart som beskrevs av Nguyen 2005. Acanthopsoides namromensis ingår i släktet Acanthopsoides och familjen nissögefiskar. Inga underarter finns listade i Catalogue of Life.